# Namig Abdullajev
Namig Abdullajev (ázerbájdžánsky Namiq Yadulla oğlu Abdullayev) nebo (rusky Намик Абдуллаев (Namik Abdullaev)), (* 4. ledna 1971 v Baku, Sovětský svaz) je bývalý sovětský a ázerbájdžánský zápasník volnostylař, olympijský vítěz z roku 2000.

## Sportovní kariéra
Volnému stylu se věnoval od 12 let v Baku společně se svým starším bratrem Arifem pod vedením Vahida Mammadova. V mládí prošel juniorskými výběry Sovětského svazu a po přijetí Ázerbájdžánu do Mezinárodní zápasnické federace v roce 1992 se stal na dlouhé roky jeho výraznou osobností. V roce 1996 startoval jako jeden z favoritů na olympijských hrách v Atlantě v muší váze. Na cestě do finále doslova drtil své soupeře několikabodovými rozdíly přičemž neztratil ani bod. Ve finále se utkal se suverénem muší váhy Bulharem Valentinem Jordanovem. Minutu před koncem pustil svého soupeře do bodového vedení, které dokázal v posledních sekundách smazat. V prodloužení se projevila větší zkušenost Bulharského zápasníka, který ho po minutě vytlačil ze žíněnky. Získal stříbrnou olympijskou medaili. V roce 2000 se po nepovedené sezoně 1999 soustředil na olympijské hry v Sydney. Bez ztráty bodu postoupil ze základní skupiny do semifinále, ve kterém porazil Amirana Kardanova z Řecka a postoupil do finále proti Američanu Sammie Hensonovi. V úvodu finále se dostal do výrazného vedení o tři body a vítězství si do konce zápasu vzít nenechal. Získal zlatou olympijskou medaili.
V roce 2002 se vrátil na žíněnku po roční pauze v bantamové váze a v roce 2004 se kvalifikoval na olympijské hry v Athénách. Během zahájení olympiády však zemřel jeho otec. Přesto se rozhodl do turnaje nastoupit, ale nepostoupil ze základní skupiny. Obsadil 14. místo. Na začátku roku 2007 si během přípravy zlomil ruku a v olympijském roce 2008 nebyl v optimální formě. Trenéři se rozhodli nominovat na olympijské hry v Pekingu o 10 let mladšího Namiga Sevdimova. Vzápětí ukončil sportovní kariéru. Věnuje se trenérské práci.

## Výsledky
| Turnaj             | 1994      | 1995      | 1996      | 1997      | 1998      | 1999      | 2000      | 2001      | 2002           | 2003           | 2004           | 2005           | 2006           | 2007           |
| Turnaj             | 23        | 24        | 25        | 26        | 27        | 28        | 29        | 30        | 31             | 32             | 33             | 34             | 35             | 36             |
| Turnaj             | muší váha | muší váha | muší váha | muší váha | muší váha | muší váha | muší váha | muší váha | bantamová váha | bantamová váha | bantamová váha | bantamová váha | bantamová váha | bantamová váha |
| ------------------ | --------- | --------- | --------- | --------- | --------- | --------- | --------- | --------- | -------------- | -------------- | -------------- | -------------- | -------------- | -------------- |
| Olympijské hry     |           |           | 2.        |           |           |           | 1.        |           |                |                | 14.            |                |                |                |
| Mistrovství světa  | 2.        | 4.        |           | 8.        | 2.        | 28.       |           | —         | 2.             | 28.            |                | 5.             | 3.             | 15.            |
| Mistrovství Evropy | 1.        | 1.        | 3.        | 2.        | 10.       | 13.       | —         | —         | —              | 1.             | —              | —              | 2.             | —              |